# Maarten Vink
Maarten Vink jr. (Rotterdam, 22 maart 1935) is een Nederlands voormalig voetbaltrainer, voetballer, wielrenner en caféhouder.
Vink was in zijn jeugd een verdienstelijk volleyballer en wielrenner. Op het Libanon Lyceum werd hij Nederlands scholierenkampioen volleybal. In 1954 won hij het Rotterdams kampioenschap wielrennen en nam als amateur aan diverse koersen deel. Hij voetbalde tevens bij Excelsior waar hij net als zijn vader het eerste team haalde maar niet doorbrak. Vink deed na de hbs de sportopleiding CIOS in Overveen waar hij zich specialiseerde in voetbal, volleybal en massage. Hij behaalde zijn trainersdiploma aan de Deutsche Sport Hochschule in Keulen. Nadat hij tegelijk enkele amateurclubs getraind had, werd hij in 1961 aangesteld als trainer van het Tilburgse NOAD. In het seizoen 1964/65 trainde hij Fortuna Vlaardingen. Hierna keerde hij terug bij NOAD. Vink werd in 1968 trainer van Wageningen. Vanaf 1970 was hij tevens docent aan de trainersopleiding van de KNVB. In 1973 werd hij aangesteld als trainer van MVV. Vijf weken later werd Vink ontslagen na een conflict met de spelersgroep. Hierna keerde hij niet meer terug in het profvoetbal. Vink ging in Rotterdam aan het Noordplein het door zijn vader gestarte Café Maarten Vink uitbaten en speelde nog lang in het veteranenteam van Excelsior.